# Hollán Sándor (államtitkár, 1846–1919)
Idősebb kislődi Hollán Sándor (Kiscell, 1846. március 15. – Budapest, 1919. április 23.) államtitkár.

## Élete
Kiscellen született 1846-ban. Édesapja Hollán Adolf orvos, édesanyja Pingitzer Jozefa, testvére Hollán Viktor országgyűlési képviselő. Hollán Sándor 1868-ban lépett a közmunka és közlekedésügyi minisztérium szolgálatába. Szalay Rózával 1872. augusztus 12-én kötött házasságot Budapesten. 1873-ban született fiuk, ifjabb Hollán Sándor. 1887. március 26-án a Postatakarékpénztár igazgatójává nevezték ki, 1890-ben lett miniszteri tanácsos.
1907-ben vonult nyugdíjba államtitkárként. A Magyar Királyi Folyam- és Tengerhajózási Részvénytársaság 1911. június 28-án tartott rendes évi közgyűlésén igazgatósági tagjává választotta.
A Tanácsköztársaság idején a vörösterror egyik első áldozata lett. Fiával, ifjabb Hollán Sándor államtitkárral együtt 1919. április 22-éről 23-ára virradó éjjelen hurcolták el Pauler utcai lakásukból a Vörös Őrség Lázár Andor Endre által vezetett különítményesei, majd a Széchenyi lánchídon hátulról mindkettejüket fejbelőtték és holttestüket a Dunába lökték.

## Emlékezete

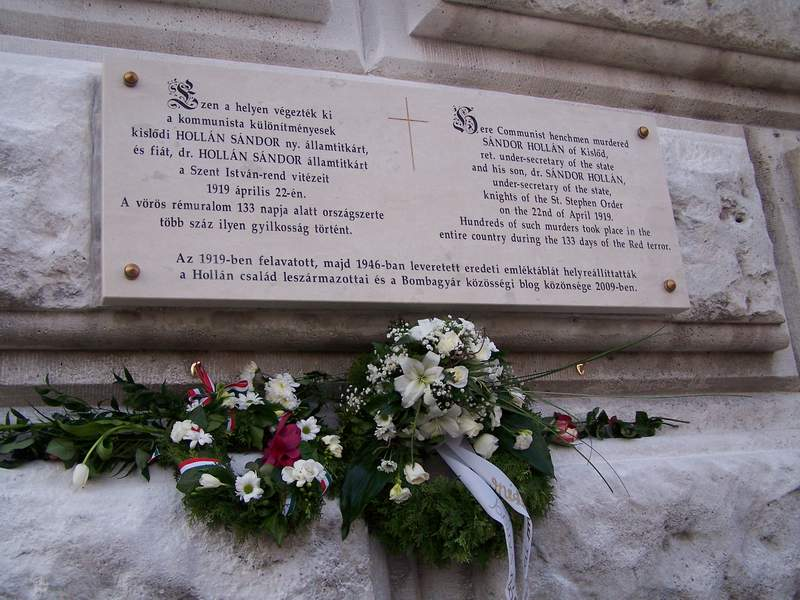
Emléktáblája a Lánchídon

Meggyilkolásuk helyén 1920-ban a Lánchídon (a híd budai pillérének falán) márványtáblát állítottak. Az emléktáblát  1946-ban szovjet katonák verték le. 2009 márciusában helyreállították, de néhány hónappal később ismeretlenek újra megsemmisítették. 2011-ben harmadszor is felavatták az eredetivel megegyező emléktáblájukat.  Az emléktábla avatásán részt vett Hollán Sándor dédunokája, Pauline Hollan is.